# Justicia thunbergioides
Justicia thunbergioides är en akantusväxtart som först beskrevs av Gustav Lindau, och fick sitt nu gällande namn av Emery Clarence Leonard. Justicia thunbergioides ingår i släktet Justicia och familjen akantusväxter. Inga underarter finns listade i Catalogue of Life.